# Vincenzo Visco
Vincenzo Alfonso Visco (Foggia, 18 de Março de 1942) é um politico italiano e economista, que serviu como ministro no governo italiano.
Formado em Economia na Universidade de York em 1969, foi agraciado com um grau honorário em 2004.
Visco foi eleito para o Parlamento Italiano em 1983 pelo grupo Sinistra Indipendente, juntando-se ao Partido Democrático da Esquerda em 1991, ao Democratas da Esquerda em 1998 e ao Partido Democrático em 2007. Foi Ministro das Finanças durante alguns dias em 1993 e novamente de 1996 a 2000, e Ministro do Tesouro de 2000 a 2001.
Regressou ao governo em 2006 como vice-ministro da economia, um papel no qual criou controvérsia. Foi acusado de usar a sua influencia politica para beneficiar a Unipol durante a aquisição de um banco, embora não fosse provada qualquer ilegalidade. Foi também foco na primeira página de vários noticiários quando se referiu à divida nacional italiana como sendo "um desastre". Um dos seus últimos actos neste papel foi ao publicar detalhes relativamente aos impostos de todos os cidadãos italianos em 2005, numa tentativa de fazer um "acto de transparência, de democracia".